# Уй
Уй (на башкирски: Уй; на руски: Уй; на казахски: Үй) е река в Русия (Башкортостан, Челябинска и Курганска област) и Казахстан (Костанайска област), ляв приток на Тобол (ляв приток на Иртиш). Дължина 462 km. Площ на водосборния басейн 34 400 km².
Река Уй води началото си от източния склон на хребета Уралтау, в планината Южен Урал, на 720 m н.в. в крайната източна част на Република Башкортостан в Русия. В най-горното си течение тече в южна посока в сравнително широка планинска долина през източните склонове на Южен Урал. При село Кидиш (Челябинска област) завива на изток и запазва това направление до устието си. В средното си течение пресича от запад на изток Зауралското плато, а след град Троицк тече по югозападната част на Западносибирската равнина. На големи участъци от средното и долното си течение е гранична река между Русия и Казахстан. Влива се отляво в река Тобол (ляв приток на Иртиш), при нейния 994 km, на 87 m н.в., на 5 km североизточно от село Уст Уйское, Курганска област на Русия. Основни притоци: леви – Санарка (90 km), Увелка (234 km); десни – Айгър (34 km), Кидиш (62 km), Курасан (79 km), Чорная (28 km), Тогузак (246 km). Има предимно снежно подхранване. Във водосборния ѝ басейн са разположени стотици малки безотточни езера. Среден годишен отток на 213 km от устието 13 m³/sec. Заледява се през ноември, а се размразява през април. Водите ѝ се използват за питейно и промишлено водоснабдяване и напояване. По течението ѝ са изградени три водохранилища, най-голямо от които е Троицкото (10,8 km²). По течението на реката са разположени множество населени места, в т.ч. град Троицк и районния център село Уйское в Челябинска област на Русия.